# Cosplay

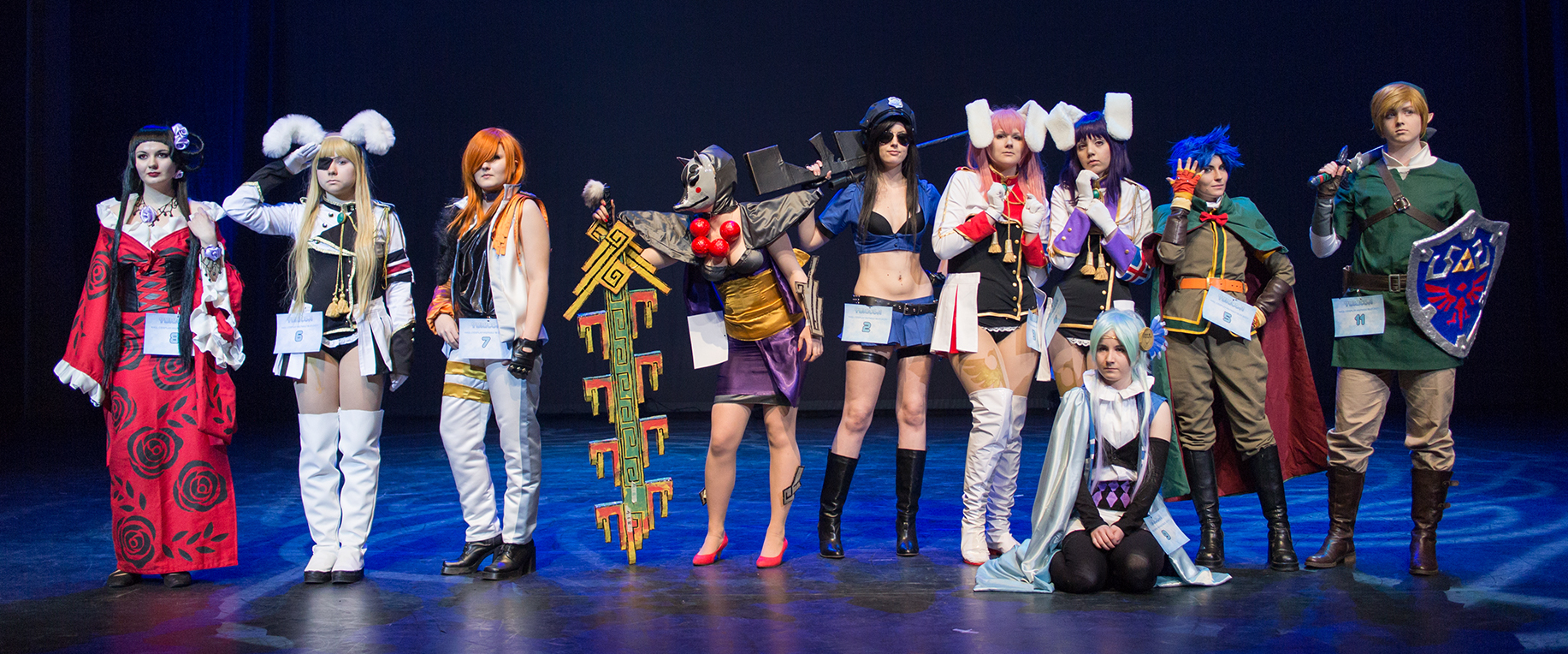
Cosplayer allo Yukicon 2014, tenutosi in Finlandia

Il cosplay (in giapponese コスプレ ?, kosupure) è la pratica di indossare un costume che rappresenti un personaggio di anime e/o videogiochi e interpretarne il modo di agire. Il termine è una parola macedonia formata dalla fusione delle parole inglesi costume ("costume") e play ("gioco" o "interpretazione").

## Storia

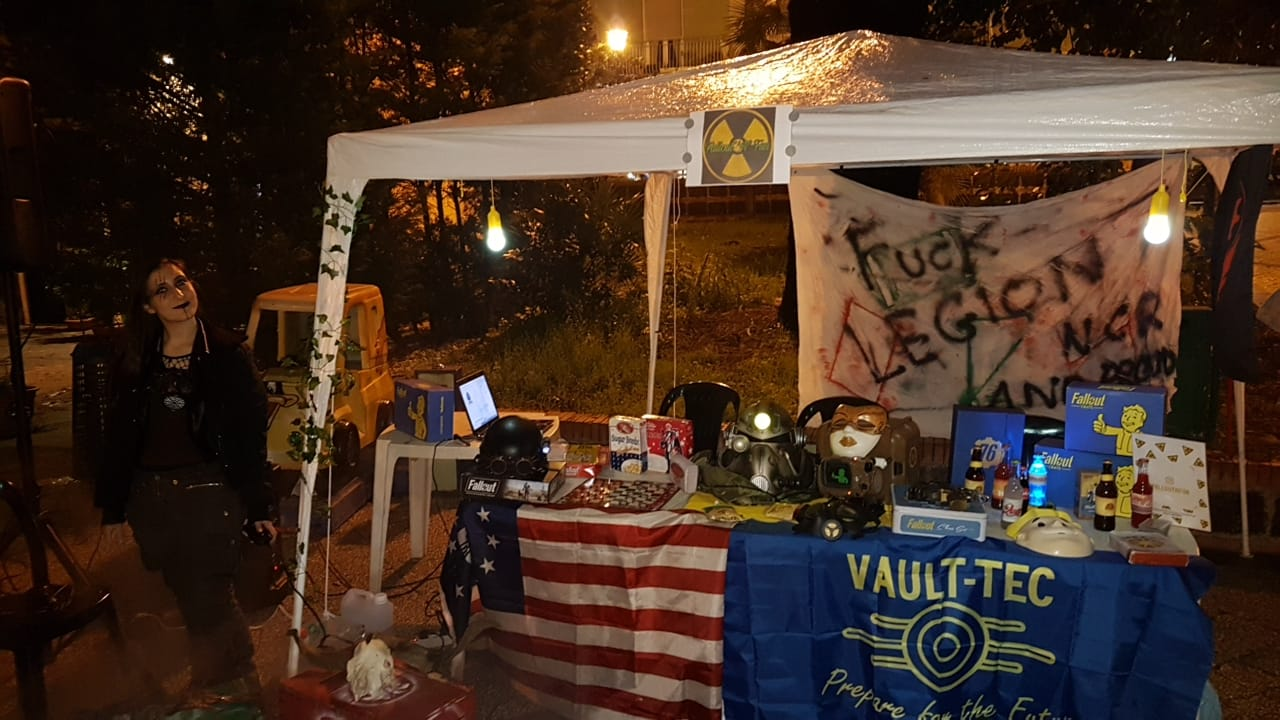
Una cosplayer di Fallout fotografata durante una fiera del fumetto in un'area dedicata al gioco

Il fenomeno precursore del cosplay nasce in America nel 1939 con il futuristicostume indossato da Forrest J. Ackerman e ispirato al film La vita futura (Things to Come) di William Cameron Menzies. Solo nel giugno 1983 il reporter giapponese Takahashi Nobuyuki coniò la parola cosplay, per descrivere i fan mascherati da protagonisti delle serie di fumetti e fantascienza che aveva visto alla WorldCon  di Los Angeles. Nobuyuki coniò una nuova parola perché in giapponese l'equivalente di "masquerade" si traduce nell'equivalente di "party nobiliare in maschera" e non era adatto a descrivere quello che aveva visto. 
A partire dal 2003, si tiene il World Cosplay Summit (WCS), un appuntamento di rilievo e di riferimento internazionale a Nagoya, in Giappone. Parallelamente, vennero avviati altri appuntamenti fieristici importanti come, ad esempio, il Tokyo International Anime Fair, o ancora la convention Jump Festa.
In Europa, tra le tante manifestazioni, sono da ricordare la competizione International Cosplay League del Japan Week di Madrid, l'Animefest nella Repubblica Ceca, il J-Popcon in Danimarca, il Lucca Comics & Games in Italia, l'European Cosplay Gathering della Japan Expo di Parigi.
Con lo spopolare del fenomeno sono emerse alcune celebrità, fra cui Yaya Han e Jessica Nigri, che vengono considerate vere e proprie professioniste in tale campo.

### In Italia
In Italia, le prime apparizioni del fenomeno cosplay risalgono agli Anni Novanta del XX secolo, quando, all'interno delle manifestazioni delle principali Fiere del Fumetto (come Lucca Comics & Games, Romics, Mantova Comics & Games, Torino Comics, ecc.), di mostre-mercato o di apposite convention di settore (le cosiddette Comic-Con, come il Napoli Comicon, la Comicconvention di Milano poi denominata Milano Comic Con, il Napoli Gamecon, la Palermo Comic Convention, ecc.), il gruppo dei Kappa boys iniziò a promuovere il crescente mercato editoriale (stampa-audiovisivo-games) dedicato ai manga, sull'onda di una sorta di revival culturale dei cartoni animati giapponesi e di recupero delle sigle tv delle serie animate per bambini, mandate in onda a partire dagli Anni Settanta, fino ad arrivare alle nuove saghe dell'animazione nipponica.

## Caratteristiche del fenomeno

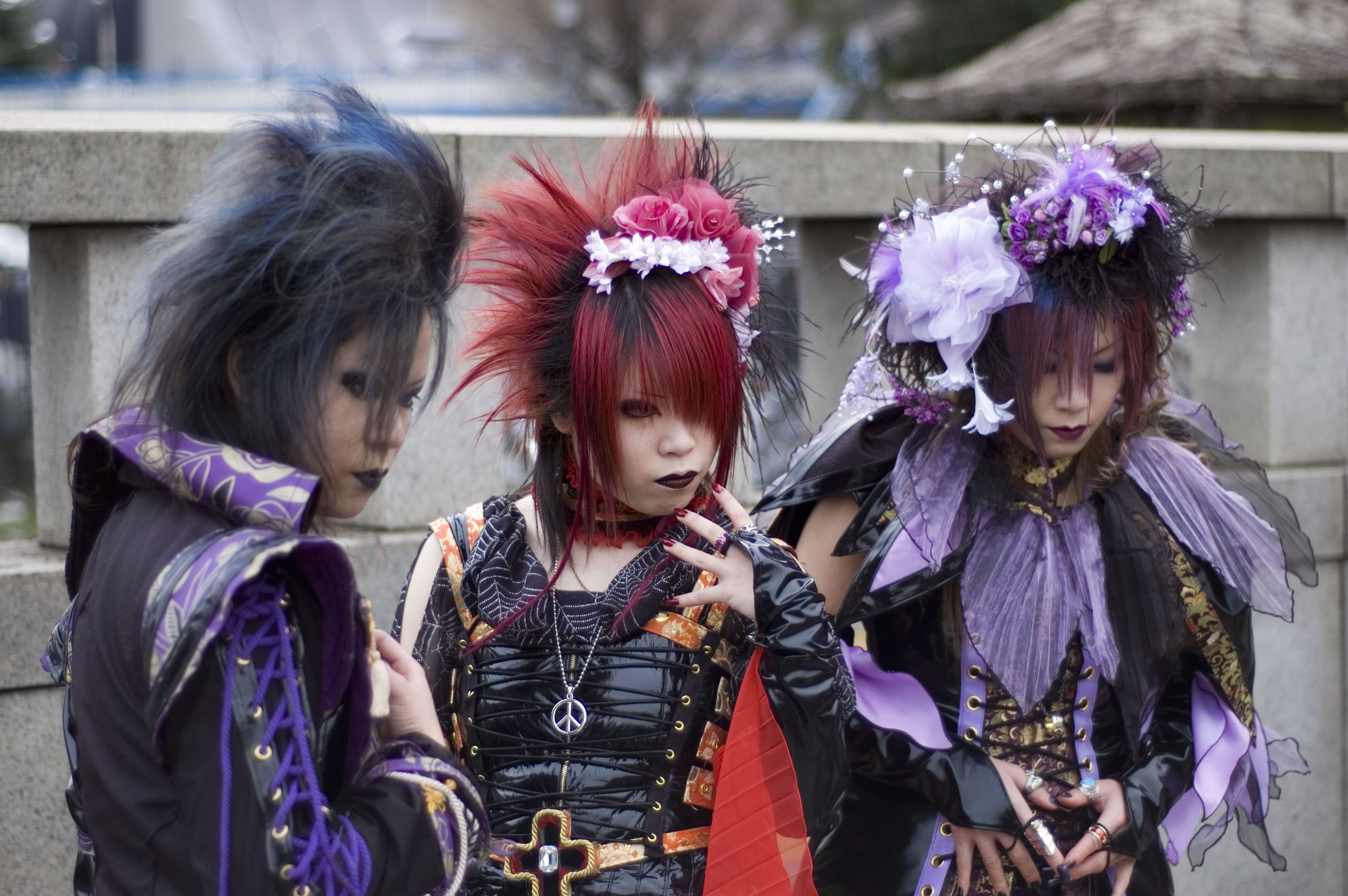
Adolescenti a Tokyo si radunano per il cosplay. Nell'immagine tre ragazzi giapponesi interpretano i componenti di un gruppo musicale Visual kei.

Il cosplay si è legato indissolubilmente alla cultura nipponica, al punto di essere creduto originario del Sol Levante. Difatti il personaggio rappresentato da un cosplayer appartiene spesso al mondo dei manga e degli anime, molto diffusi nel paese asiatico, ma non è raro che il campo di scelta si estenda ai tokusatsu, ai videogiochi, alle band musicali, particolarmente di artisti J-pop, J-Rock, K-Pop o K-Rock (musica pop e rock giapponese o coreana), ai giochi di ruolo, ai film e telefilm e ai libri di qualunque genere e persino alla pubblicità.
Il terreno principalmente calcato dai cosplayer è quello delle convention del settore. Una piccola nicchia in questo campo è costituita dai doller, il termine che indica un attore dilettante di kigurumi. Questi cosplayer indossano maschere (che li fa definire in giapponese anche animegao, ovvero "faccia da anime") e una calzamaglia completa per trasformarsi completamente nel loro personaggio.

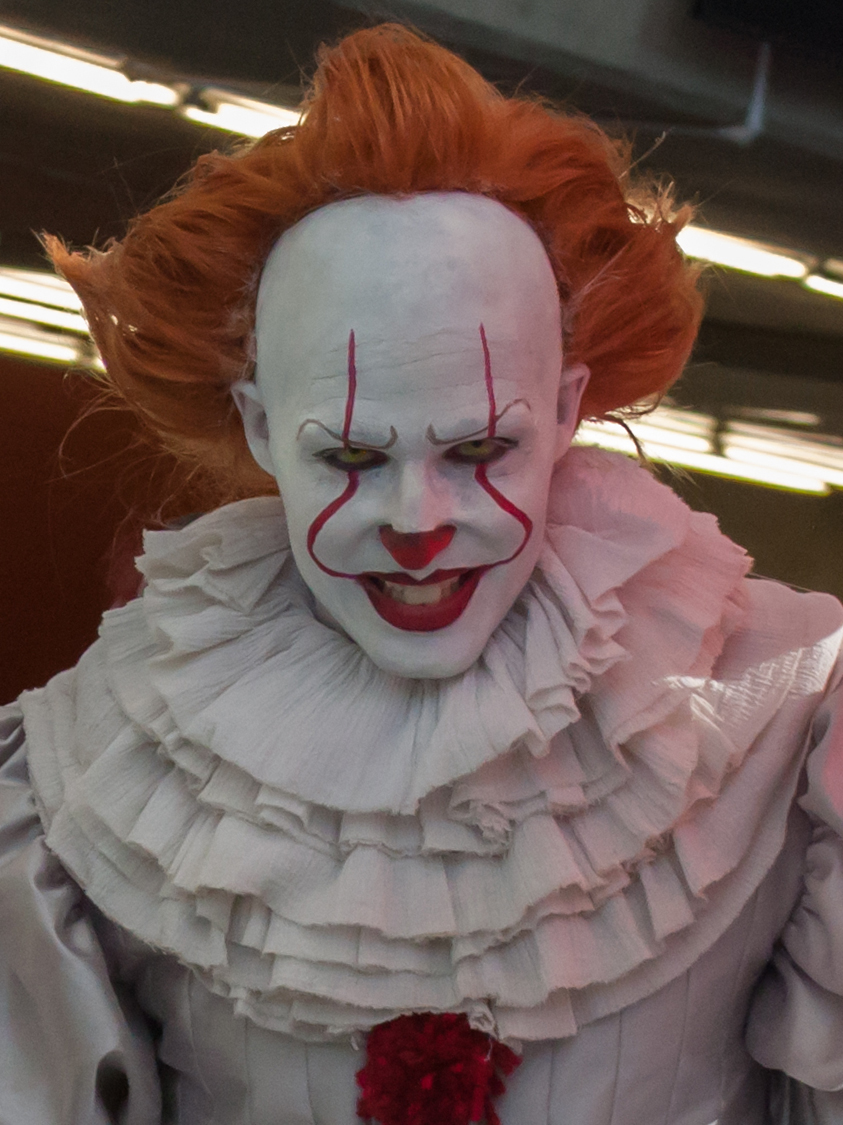
Cosplay di Pennywise.

Una definizione adottata in certi casi è quella di cross-players, da "cross-dressing" e "cosplayer": si usa talvolta per indicare coloro che abitualmente realizzano cosplay di personaggi del sesso opposto rispetto al loro. . 
Molte cosplayer giapponesi si incontrano ogni domenica ad Harajuku, quartiere di Tokyo, dove decine di ragazze e ragazzi si incontrano per mostrare i propri vestiti ai turisti incuriositi e ai fotografi.

### Crossplay
Per crossplay (parola macedonia composta da crossdressing e cosplay) è un termine del cosplaying che consiste nel vestirsi come il personaggio del sesso opposto dal proprio. I personaggi interpretati dai crossplayer possono essere reali e fittizi, e solitamente provengono dalla cultura di massa. Gli uomini che si immedesimano in personaggi femminili interpretano spesso soggetti della tradizione giapponese, come ad esempio le bishōjo (letteralmente "bella ragazza") o kawaii ("carino/a" o "grazioso/a"), oppure decidono di impersonare un personaggio femminile al fine di ottenere un effetto visivo umoristico. Le donne che impersonano personaggi maschili, invece, optano in molti casi per soggetti bishōnen ("bel ragazzo") oppure si immedesimano in personaggi maschili dai tratti femminei.

### Cosplay Original
Con l'evolversi del fenomeno, alcuni cosplayer hanno cominciato a creare i loro personaggi originali (spesso provenienti dal mondo della letteratura fantasy o steampunk).
Nonostante ci sia una discrepanza di opinioni in merito, il cosplay originale viene considerato un sottogenere del cosplay, purché il cosplayer crei la storia unitamente al design del personaggio e rimanga fedele ad esso.
Anche durante alcune competizioni viene inserita la categoria per i cosplayer originali.

### Genderbend
Il genderbending consiste nell'immedesimarsi in un personaggio del sesso opposto al proprio adattando però la sua estetica a quella del proprio genere.

## Le esibizioni

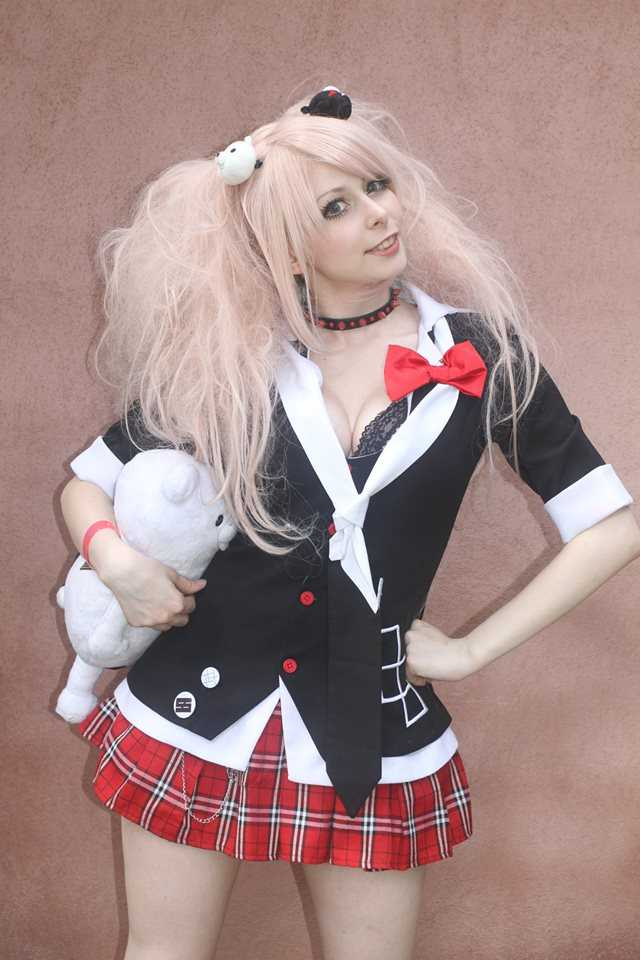
Yuriko Tiger, una delle più note cosplayer italiane, mentre indossa un cosplay di Junko Enoshima da Danganronpa

Una parte significativa della sottocultura cosplay sono le brevi scenette (o esibizioni) in cui i cosplayer recitano la parte del personaggio di cui indossano il costume, re-interpretando fedelmente determinati passaggi del film, fumetto o serie TV da cui il personaggio è stato tratto, o al contrario fornendone un'interpretazione personale in chiave parodica quando non demenziale.

## Aree tematiche
In diverse fiere del fumetto, sia in Italia che nel resto del mondo, vengono allestite "Aree tematiche" dove i cosplayer possono scattarsi foto in un ambiente che ricalca quello del gioco o del prodotto di animazione da cui sono tratti. A volte i cosplayer sono stesso parte dell'area, svolgendo il ruolo di staff con il compito di intrattenere gli altri visitatori. Alcuni esempi sono le aree tematiche dedicate a Star Wars o a Fallout. Le aree vengono allestite da associazioni no profit di appassionati, ma in alcune fiere maggiori è possibile visitare aree allestite direttamente dalle case produttrici dei videogiochi o degli anime in questione.

## Nella cultura di massa
In innumerevoli Anime e manga il cosplay è presente, sia indirettamente (spesso per creare siparietti o gag) che come elemento di trama.
Nel manga My Dress-Up Darling di Shinichi Fukuda, ha come tema principale proprio il mondo del Cosplay e la realizzazione degli abiti. Il protagonista Wakana Gojo (五条 新菜?) inizia a realizzare abiti per la compagna di classe Marin Kitagawa (喜多川 海夢?) per aiutarla a realizzare la sua passione.